# Malone (torrent)
Le Malone (Malon en piémontais) est un torrent de la Province de Turin, département du Piémont, Italie. Il traverse la zone du bas Canavais débouchant à gauche du fleuve  Pô.

## Parcours

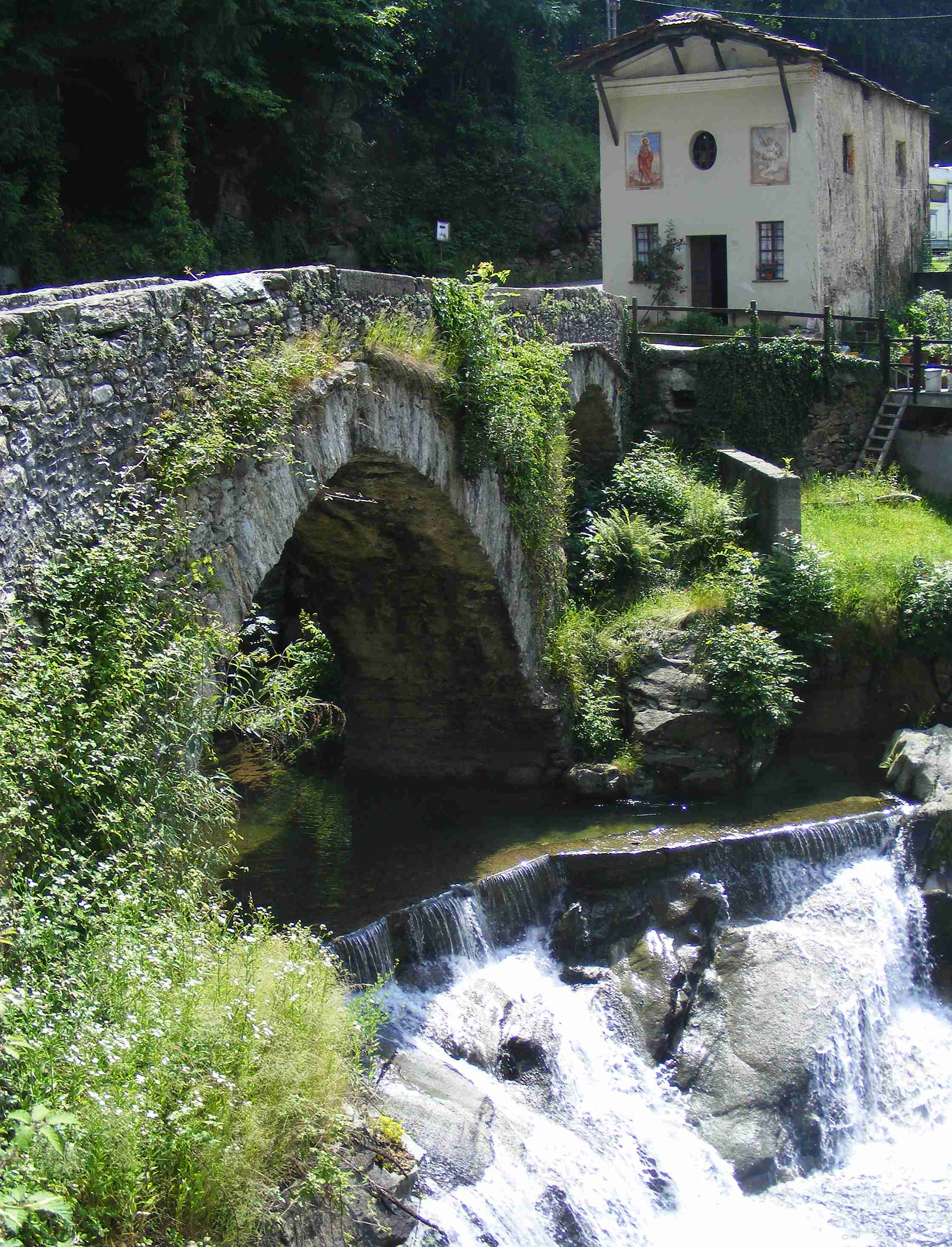
Le ponte del Molino dell'Avvocato (Corio)

Naît à 1 400 m sur la face Sud-Est du mont Angiolino (2,178 m), rejoignant rapidement les communes de Corio, Rocca Canavese, Barbania et Front.

Sur ce tracé son débit augmente beaucoup par l’apport des eaux provenant de la Réserve naturelle de la Vauda et, de gauche, celles du torrent Viana.
Son lit s’élargit et baigne Rivarossa, Lombardore et San Benigno Canavese rejoignant brièvement la périphérie de Brandizzo.

Là, il reçoit sur sa droite l’apport du Bendola et débouche dans le Pô à une altitude de 181 m.

En 2005, la "Confluence Po - Orco - Malone" a été reconnue ZNIEFF (SIC en italien) (code: IT1110018).

## Principaux affluents
- À gauche :
  - Torrent Viana;
  - Rio Monferrato: recueille les eaux de la plaine comprise entre San Ponso, Favria et Busano puis débouche dans le Malone près de Front;
  - Torrent Livesa: naît dans la commune de Prascorsano sur le versant nord-ouest de la colline du mont Sacré de Belmonte, traverse Valperga, se jette dans le Malone entre  Front et Rivarossa sous le nom de Favriasca.
  - Rio Cardine: naît près de Bosconero et se jette dans le Malone entre Lombardore et San Benigno Canavese;
- À droite :
  - Torrent Fandaglia;
  - Rio Valmaggiore: se jette dans le Malone près de Front;
  - Rio Mignana: parcours la partie nord-orientale de la Réserve naturelle orientale de la Vauda et débouche dans le Malone à Rivarossa;
  - Torrent Fisca;
  - Torrent Bendola.

## Régime
C’est un cours d’eau à régime spécifique torrentiel avec un débit moyen d’environ 7 m3/s, mais en cas de crue peut arriver à des valeurs 100 fois supérieures, comme en octobre 2000. Dans de telles situations le débit du torrent, mesuré à Front, frôle les 368 m3/s.

### Débit moyen
Source : AA.VV., Piano di tutela della acque - Allegato tecnico II.h/1 Bilancio delle disponibilita' idriche naturali e

## Bilan des analyses
Le monitorage de 2006 donnait pour les stations de mesure de Rocca Canavese, Front et Lombardore la valeur BON, à Chivasso se réduit à PASSABLE.
Les principales sources de pollution du Malone sont dues aux décharges civiles, agricoles et industrielles.

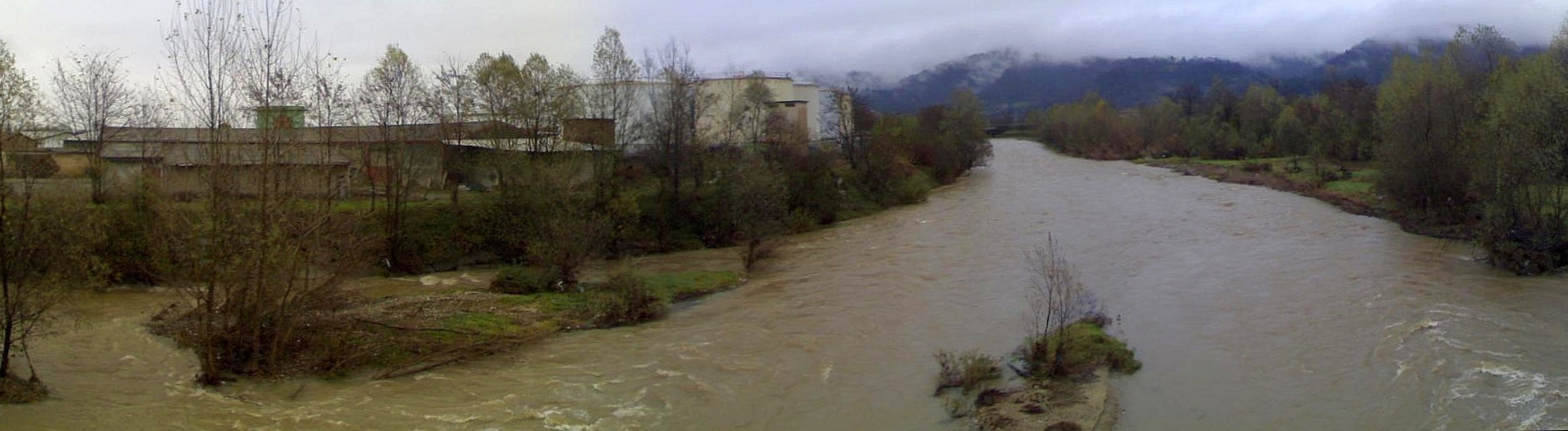
Crue du Malone à Brandizzo à l’automne 2010

## Sources
- (it) Cet article est partiellement ou en totalité issu de l’article de Wikipédia en italien intitulé « Malone (torrente) » (voir la liste des auteurs).